# Summer Blizzard
「Summer Blizzard」（サマー・ブリザード）は、2013年8月7日にリリースされたT.M.Revolutionの配信限定シングル。

## 概要
- 自身2曲目の配信限定シングルでT.M.Revolution単独名義では25枚目のシングル「FLAGS」以来約2年ぶりのシングル。
- 西川も出演したロッテ『ZEUS』のCMソングに使用された。
- 封印解除後としては、13thシングル『HEAT CAPACITY』以来、13年ぶりとなる夏をテーマにした楽曲となっており、同年7月29日に行われたPRイベントでは、特設ステージが設けられ、かつてのMV[1]を思わせる暴風と吹雪の中、本楽曲を披露できるかの挑戦が行われた。その際に西川は、『しばらくTMRでは強い風に当たってなかったのですが、そういうイメージが強かったんだなと』とイベントについて苦笑交じりに振り返り、『（TMRとして）15年以上活動させていただいてますが、原点回帰じゃないですが、これをきっかけに頑張っていければ』と語っていた。
- 2015年5月13日発売の10thアルバム『天』へは、同じく配信限定となっていた『HEAVEN ONLY KNOWS 〜Get the Power〜』と共に収録された為、晴れてCD音源化された。

## 収録曲
1. Summer Blizzard
  - 作詞：井上秋緒　作曲・編曲：浅倉大介
  - 出版社：ソニー・ミュージックパブリッシング